# 팀엑스박스
팀엑스박스(TeamXbox)는 마이크로소프트의 엑스박스, 엑스박스 360, 엑스박스 원 플랫폼 전용 게임 미디어 웹 사이트였다. 콘텐츠의 대부분은 엑스박스 및 엑스박스 360과 관련된 것이지만 사이트는 때때로 일반 기술 및 기타 비디오 게임 뉴스를 다루었다.
팀엑스박스는 2000년에 브렌트 쇼크웨이브 소볼레스키와 스티브 바트 바턴이 설립했다. 2001년 MSXbox의 솔 나지미(Sol Najimi)는 MSXbox 포럼을 팀엑스박스 뉴스 사이트와 통합하여 엑스박스에 초점을 맞춘 가장 큰 팬 사이트 중 하나를 만드는 데 동의했다. 미디어 대기업 IGN 엔터테인먼트는 2003년에 팀엑스박스를 인수했고, 다시 2005년에 뉴스 코퍼레이션에 인수되었다. 정기적인 업데이트는 사이트가 이전 콘텐츠의 아카이브로 전환된 2012년 8월에 중단되었다.
2018년 3월 1일부터 도메인에 더 이상 접속할 수 없다.